# Моргенлонсова болест
Моргелонсова болест (енгл. Morgellons disease) - је назив за манифестацију психолошке халуцинације , који је 2002. предложила Мери Леитао, а коју карактеришу привиђања промена на кожи, ране, свраб, пецкање, као и раст паучинастих влакана из коже. Већина стручњака, укључујући дерматологе и психијатре, сматрају Моргелонсову болест само манифестацијом познатих болести, а неретко се дешава да дерматолози утврде да стварне промене на кожи ни не постоје.
Етиологија болести је психопатолошка. У литератури, разни аутори одређују као паразитске болести (акариаза, ентимоза...), заразне (бактериозе, могуће пренете од инфекције), токсичног или органско-неуронског порекла, но ниједан случај до данас није доказан.
Болест се појавила 2001. године у САД. До данас, такву дијагнозу је себи лаички одредило више од 12 милиона Американаца и становника других земаља.

## Клиничка слика
Пацијенти доживљавају грчеве мишића, ране се појављују на кожи и несносан свраб. Бол у зглобовима и мишићима. Пацијенти осећају као да им преко коже пузе црви или инсекти. Неки лекари ово објашњавају халуцинацијама. Понекад из коже пацијента расту синтетичка влакна флуоресцентних боја, а све то је праћено несносним боловима. У кожи се налазе црна зрнца која изгледају као песак. Влакна су често толико уплетена једна у друге, да настају мале лоптице. Влакна имају „гљивичасту“ структуру, али због тога што су екстремно дуги (150 микрометара), не спадају ни у једну познату врсту гљивица. Влакна су најчешће бела, али има их плавих, црних и црвених ретко..

## Узроци и лечење
Лечење и прогноза зависе од врсте и порекла: уколико је порекло промене на кожи познати патоген - примењује се терапија специфична за тај патоген; уколико је болест умишљена (то јест, пацијент доживљава тегобе, али стварне промене на дерму и епидерму не постоје) - тада је потребна терапија из сфере психопатологије.
Фондација за истраживање Моргелонсове болести (Morgellons Research Foundation) претпоставља је да се моргелонс развија када се пацијент инфицира са Боррелиа бургдорфери (Бб) - узрочником борелиоза. 95% инфицираних су позитивно тестирани на борелиозу.
Родитељи деце са Моргелонсовом болешћу тврде да већина ове деце имају АДХД - хиперактивни синдром. Процењује се да 65% ове оболеле деце има неку врсту психијатријске болести, а 10% те деце има аутистички поремећај.
Један број лекара приписује појаву ове болести утицају ГМО производа у исхрани, као и производа нанотехнологије.